# Nacho Novo
Ignacio Gómez Novo, detto Nacho Novo (Ferrol, 26 marzo 1979), è un ex calciatore spagnolo con cittadinanza scozzese, di ruolo attaccante.

## Carriera
Inizia la carriera nel 2000 con l'SD Huesca, club di Segunda División B spagnola. L'anno successivo si trasferisce a giocare in Scozia, firmando un contratto con i Raith Rovers, squadra militante in seconda divisione. Con il club di Kirkcaldy lo spagnolo segnò 18 gol in 33 partite, guadagnandosi per l'anno seguente un contratto con il Dundee in Premier League.
Al Dundee rimase per due stagioni, nelle quali giocò quasi sempre titolare segnando 26 reti. Nel luglio 2004 si trasferì ai Rangers per 450.000 sterline.
Nella prima stagione con i Rangers, la migliore della sua carriera, Novo segnò 19 reti in campionato fra cui quella decisiva per la vittoria del titolo, oltre a 3 reti in Coppa di Lega e 3 nelle coppe europee. L'anno successivo però un infortunio al quinto metatarso lo tenne fuori per parte della stagione e al suo ritorno non riuscì più ad esprimersi ai livelli del 2004/05 perdendo anche il posto da titolare.
All'inizio della stagione 2006-2007 la carriera di Novo ai Rangers sembrava essere vicina alla conclusione data la scarsa stima che il tecnico Paul Le Guen aveva nei suoi confronti e le offerte ricevute dal club di Glasgow per il suo acquisto. Il 19 ottobre 2006 però Novo segnò nuovamente dopo oltre un anno, nel match di Coppa UEFA contro il Livorno. Il gol diede nuovamente morale al giocatore che riprese a giocare ai livelli pre-infortunio entrando in competizione con Dado Pršo per un posto da titolare.
Nell'ottobre 2008 si è dibattuto sull'opportunità o meno che Novo fosse convocato per la nazionale scozzese: egli era diventato convocabile, dal momento che viveva in Scozia da otto anni e non aveva mai giocato nella nazionale spagnola. La sua unica esperienza in tal senso erano le amichevoli con la rappresentativa della Galizia.
Il dibattito verteva sul fatto che Novo non avesse genitori o parenti scozzesi: successivamente, comunque, è divenuto chiaro che le nazionali britanniche avrebbero continuato a mantenere il patto implicito di non convocare giocatori che non hanno legami di sangue con tali paesi.
Questo ha spento le speranze di convocazione per Novo in Scozia, come quelle di Manuel Almunia e Mikel Arteta per l'Inghilterra.
Il 21 maggio 2010, essendo in scadenza di contratto con il club scozzese, viene ufficializzato il suo passaggio allo Sporting Gijon. Il giocatore galiziano avrà così, a 31 anni, l'occasione di debuttare nel massimo campionato del suo paese.

## Palmarès

### Club
- Campionato scozzese: 3

Rangers: 2004-2005, 2008-2009, 2009-2010
- Coppa di Lega scozzese: 1

Rangers: 2004-2005
- Coppa di Scozia: 3

Rangers: 2007-2008, 2008-2009, 2009-2010
- Coppa di Polonia: 1

Legia Varsavia: 2011-2012